# Super Bowl XIX
O Super Bowl XIX foi a partida que decidiu a temporada de 1984 da NFL, realizada no Stanford Stadium, em Stanford, California, no dia 20 de janeiro de 1985. Na decisão, o San Francisco 49ers, representante da NFC, bateu o Miami Dolphins, representante da AFC, por 38 a 16, garantindo o segundo Super Bowl na história da franquia. O MVP da partida foi o quarterback do time vencedor, Joe Montana. Foi também o único Super Bowl em que Dan Marino atuou durante toda sua carreira. Este também se tornou o segundo Super Bowl depois do Super Bowl XIV, onde o jogo foi coincidentemente disputado no mercado doméstico de um dos participantes.
Nos dias que precederam o jogo, a imprensa e os fãs comentavam intensamente sobre a batalha entre os dois melhores quarterbacks da liga na época, sendo Dan Marino de Miami e Joe Montana de San Francisco. Os Dolphins estavam no quinto Super Bowl da história do time após uma campanha de quatorze vitórias e duas derrotas na temporada regular daquele ano. Os 49ers haviam alcançado apenas seu segundo Super Bowl após se tornarem apenas o primeiro time a vencer quinze jogos na temporada regular desde a expansão da liga para dezesseis partidas por ano em 1978.
Com Marino e Montana, este jogo se tornou o primeiro Super Bowl onde os dois quarterbacks titulares de cada time lançaram para mais de 300 jardas. Além disso, ambos os times combinaram para 851 jardas totais de ataque, que na época foi um recorde absoluto do Super Bowl. Após estar perdendo por 10 a 7 no primeiro quarto, os 49ers acabariam virando o placar e dominaram a partida, marcando três touchdowns no segundo quarto e anotando 10 pontos seguidos no segundo tempo. Montana, que foi nomeado como o MVP do Super Bowl, completando 24 de 35 passes para 331 jardas, um recorde do Super Bowl (quebrando a marca de 318 jardas de Terry Bradshaw), e outros três touchdowns. Outro recorde que ele quebrou foi o de mais jardas terrestres por um quarterback com 5 corridas para 59 jardas e um touchdown terrestre. San Francisco marcou um recorde no Super Bowl com 537 jardas, superando a marca de 429 jardas do Oakland Raiders no Super Bowl XI.
Este foi o primeiro Super Bowl televisionado nos Estados Unidos pela ABC, juntando-se à rotação anual de transmissão do jogo com a CBS e a NBC. Foi também a primeira vez que um presidente americano no cargo participou da cerimônia de cara ou coroa; Ronald Reagan apareceu via satélite da Casa Branca e jogou a moeda. Este Super Bowl foi único porque caiu no mesmo dia em que um presidente foi empossado para um segundo mandato; como o Dia da Posse (20 de janeiro) caia num domingo e com uma grande onda de frio do lado de fora, Reagan foi empossado em privado e a cerimônia pública teve lugar no dia seguinte.

## Pontuações
1º Quarto
- MIA - FG: Uwe von Schamann, 37 jardas 3-0 MIA
- SF  - TD: Carl Monroe, passe de 33 jardas de Joe Montana (ponto extra: chute de Ray Wersching) 7-3 SF
- MIA - TD: Dan Johnson, passe de 2 jardas de Dan Marino (ponto extra: chute de Uwe von Schamann) 10-7 MIA

2º Quarto
- SF  - TD: Roger Craig, passe de 8 jardas de Joe Montana (ponto extra: chute de Ray Wersching) 14-10 SF
- SF  - TD: Joe Montana, corrida de 6 jardas (ponto extra: chute de Ray Wersching) 21-10 SF
- SF  - TD: Roger Craig, corrida de 2 jardas (ponto extra: chute de Ray Wersching) 28-10 SF
- MIA - FG: Uwe von Schamann, 31 jardas 28-13 SF
- MIA - FG: Uwe von Schamann, 30 jardas 28-16 SF

3º Quarto
- SF  - FG: Ray Wersching, 27 jardas 31-16 SF
- SF  - TD: Roger Craig, passe de 16 jardas de Joe Montana (ponto extra: chute de Ray Wersching) 38-16 SF

4º Quarto
- Não houve pontuação